# فلورنسا فريمان (ممثلة)
فلورنسا فريمان (بالإنجليزية: Florence Freeman)‏ هي ممثلة أمريكية، ولدت في 29 يوليو 1911 في نيويورك في الولايات المتحدة، وتوفيت في 25 أبريل 2000 في غرانت بارك في الولايات المتحدة.